# المدرسة النورية
المدرسة النورية هي مدرسة أنشأها نور الدين زنكي بدمشق وهي من أقدم المدارس وأعرقها، تقع في منطقة سوق الخياطين بدمشق القديمة، للمدرسة تاريخ حافل وهي من أهم المدارس العربية التاريخية وأقدمها لا تزال المدرسة قائمة إلى اليوم وهي بناء تاريخي جميل ومن القصور الدمشقية.
قال عنها الرحالة ابن جبير: «من أحسن مدارس الدنيا مظهرًا مدرسة نور الدين، وهي قصر من القصور الأنيقة ينصب منه الماء من شاذوران وسط نهر عظيم ثم يمتد في ساقية مستطيلة إلى أن يقع في صهريج كبير وسط الدار فتحار الأبصار في حسن ذلك المنظر.»

## معرض الصور

صفحة مزدوجة من مخطوط القرآن تم إنتاجها لنور الدين وتم توجيهها إلى مدرسته في دمشق في عام 652 هـ / 1166-1167 م.
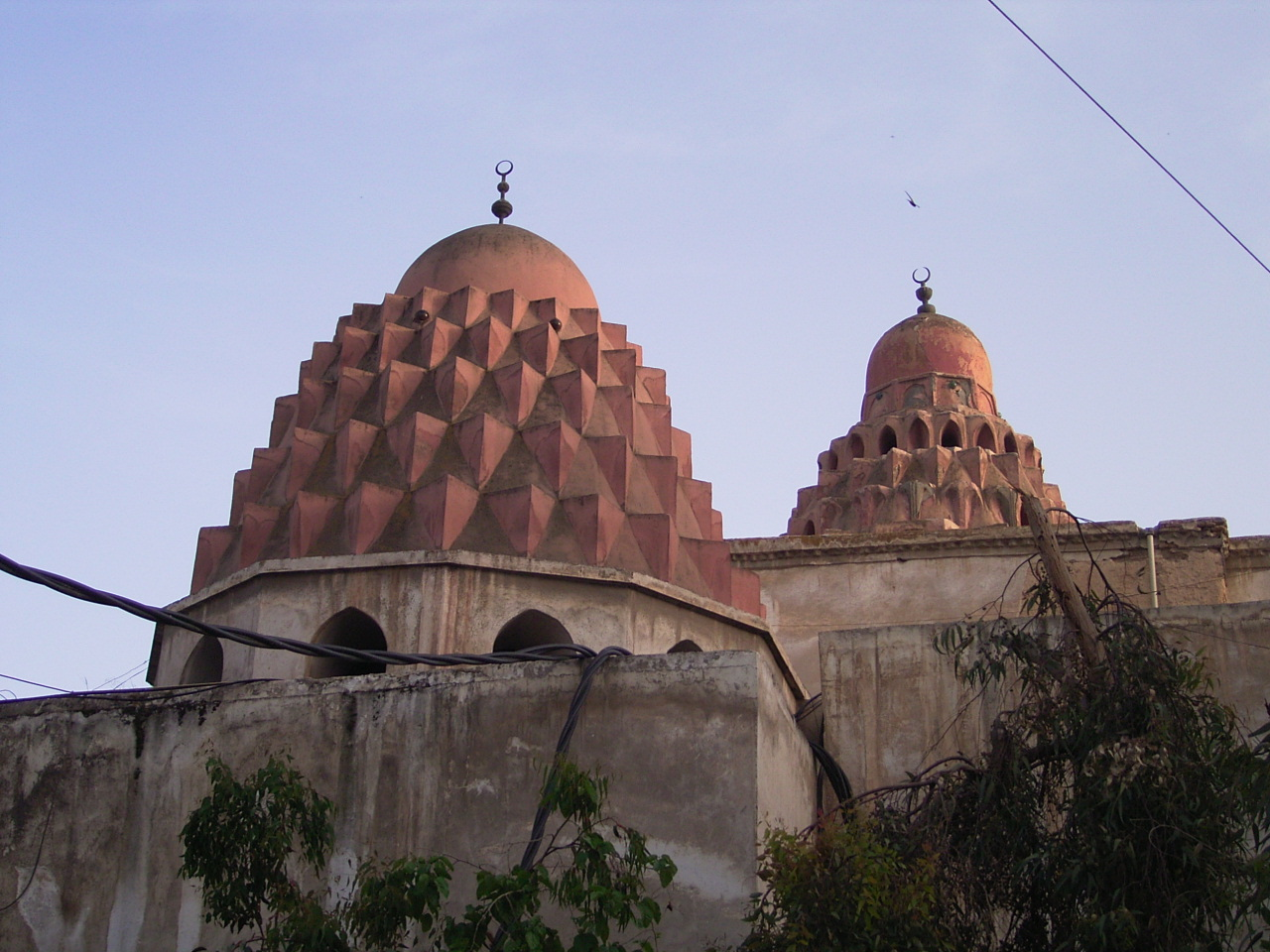
القبب
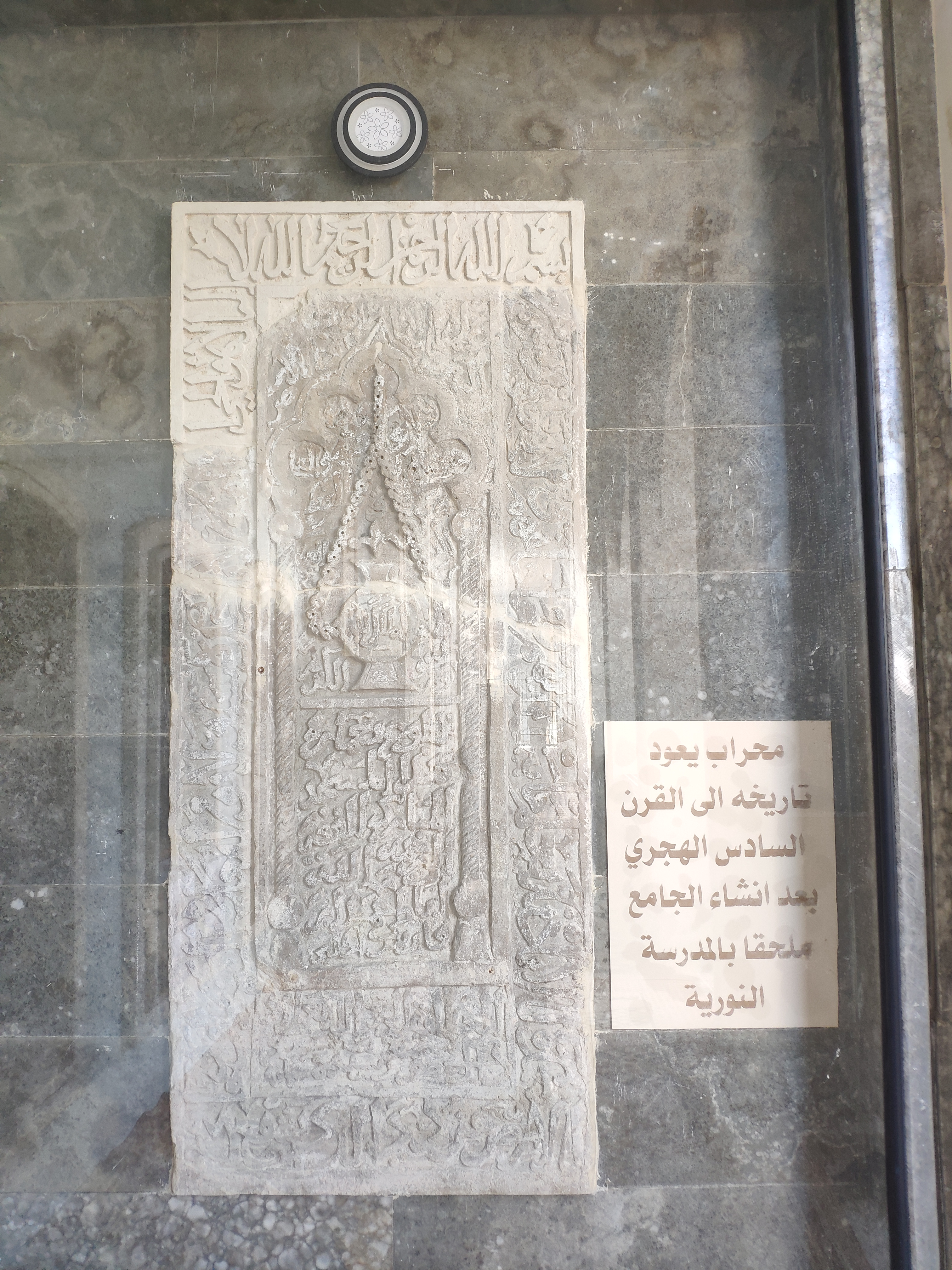
محراب المدرسة

## أعلام
- نور الدين زنكي
- محمد مجير الخطيب الحسني